# Taonan
Taonan (chinês: 洮南; pinyin: Táonán) é uma cidade da Província de Jilin na China, a sua população é cerca de 100,000.